# Newport (Essex)
Newport is een civil parish in het bestuurlijke gebied Uttlesford, in het Engelse graafschap Essex met 2352 inwoners.